# Томассон, Джо
Джо Томассон (англ. Joe Thomasson; род. 16 июля 1993, Дейтон, штат Огайо, США) — американский профессиональный баскетболист, играющий на позиции разыгрывающего защитника.

## Карьера
С 2012 по 2016 годы Томассон выступал в NCAA, после чего в 2016 году был выбран во втором раунде драфта Лиги развития НБА под 42 номером клубом «Мэн Ред Клоз».
В марте 2017 года Томассон заключил контракт с клубом «Эри Бэйхокс» и провёл 3 матча в D-Лиге, в среднем набирая 6,3 очки, 3,3 подбора и 2,7 передачи.
В сезоне 2017/2018 Томассон играл в чемпионате Польши за «Польфарму». В 25 матчах Джо набирал в среднем 13,3 очка, 4,1 подборов и 4,9 передач.
В июле 2018 года Томассон перешёл в «Буревестник», но в ноябре покинул ярославский клуб. В 6 матчах Суперлиги-1 статистика Джо составила 10 очков, 4,2 подбора и 2,2 передачи.
Свою Карьеру Томассон продолжил в польском клубе «Старт», где набирал 19,3 очка в среднем за игру.
В августе 2019 года Томассон подписал контракт с «Зелёна-Гурой».
В июле 2022 года Томассон подписал 2-летний контракт с «Зенитом», но в декабре покинул команду. В 14 матчах Единой лиги ВТБ его статистика составила 5,1 очка, 1,6 подбора и 2,0 передачи. В составе петербургской команды Джо стал победителем Суперкубка Единой лиги ВТБ. 
В январе 2023 года Томассон перешёл в «Промитеас». В 14 матчах чемпионата Греции Джо набирал в среднем 12,6 очка, 3,9 передачи и 3,6 подбора.
В мае 2023 года Томассон подписал контракт с «Гранадой» до конца сезона 2022/2023.
В феврале 2024 года Томассон перешёл в «Маккаби» (Тель-Авив).

## Достижения
- Обладатель Суперкубка Единой лиги ВТБ: 2022
- Чемпион Израиля: 2023/2024
- Чемпион Польши: 2019/2020